# جی چمبرلین
جِی چَمبرلِین (انگلیسی: Jay Chamberlain؛ زادهٔ ۲۹ دسامبر ۱۹۲۵ در لس آنجلس، کالیفرنیا، درگذشتهٔ ۱ اوت ۲۰۰۱ در توسان، آریزونا) رانندهٔ مسابقات اتومبیل‌رانی فرمول یک اهل ایالات متحده آمریکا بود که در فصل ۱۹۶۲ در مجموع در سه گراند پری شرکت کرد، اما موفق به کسب هیچ امتیازی نشد.
چمبرلین در ۱ اوت ۲۰۰۱ در توسان، آریزونا درگذشت.